# طراد الفئة أم
طرادات الفئة أم فئة من الطرادات الخفيفة المخطط لها، ولكن لم تبنى أبدا، من قبل بحرية ألمانيا النازية كريغسمرينه قبل الحرب العالمية الثانية. تم تصميم السفن للقيام بالغارات التجارية في المحيط الأطلسي. عانى تصميم السفن الأربع الأولى من عدد من المشاكل، وبالتالي تم إعادة تصميم السفن الخامسة والسادسة بشكل كبير. 
اسم الفئة مأخوذ من الرسالة التي تحدد الوحدة المسقطة الأولى. وطالما لم يتم تسمية السفن، فقد تمت الإشارة إليها بخطابات تم تعيينها حسب الترتيب الزمني للبناء المخطط له. كانت أول وحدة مخطط لها هي الطراد الألماني الثالث عشر، وبالتالي تم إدراجها كطراد M في وثائق البحرية. لم يتم بناء أي من السفن، تم تسمية الفئة بعد أول وحدة مكتملة. 

## التطوير والإلغاء
تم تصميم الفئة M للاستخدام كسفينة استكشافية لأسراب الإغارة التجارية المتصورة في الخطة زد.  بدأت عملية تصميم السفن في عام 1936؛ كانت السفن مخصصة للغارات التجارية طويلة المدى. كانت تحسينًا عن التصميمات السابقة، والتي عانت من عدم كفاية النطاق لتقوم بغارات تجارية فعالة. ومع ذلك، فإن المتطلبات الموضوعة على التصميم — سرعات قصوى وأقصى سرعة وطويلة المدى وتسليح ثقيل ودروع كافية لتحمل قذائف 15 سم وعلى ان لا يزيد عن 8000 طن متري — اعتبرت مستحيلة من قبل موظفي التصميم. في يوليو 1937، طلب Oberbefehlshaber der Marine (القائد الأعلى للقوات البحرية) مقترحات من كل من موظفي التصميم البحري وكذلك أحواض بناء السفن الخاصة. لم تكن أي من التصميمات التي تم تصميمها من قِبل أحواض بناء السفن عمليةً، وبالتالي تم اختيار التصميم الرسمي، الذي استوفى بعض المتطلبات فقط. 

## الحواشي
1. ↑  Zabecki, p. 901
2. ↑  Gröner, p. 124